# COVID-19 у Чернігівській області
COVID-19 у Черні́гівській о́бласті — розповсюдження пандемії коронавірусу територією Чернігівської області.
Перший випадок появи коронавірусної хвороби було виявлено на території Чернігівщини 26 березня 2020 року.
Станом на ранок 19 липня 2021 року у Чернігівській області зареєстровано 57674 лабораторно підтверджених випадки захворювання на COVID-19, 55944 людини одужали, 1351 людина померла (2,3 %).

## Хронологія

### 2020
23 березня надійшла перша партія з 5 тисяч експрес-тестів та партія тестів для полімеразно-ланцюгової реакції (золотий стандарт).
26 березня 2020 року у Чернігівській області було виявлено перший випадок коронавірусу, про що повідомив голова Чернігівської обласної державної адміністрації Андрій Прокопенко у Facebook. До Борзнянської районної лікарні госпіталізовано чоловіка з ознаками вірусної пневмонії. Пацієнт поміщений до окремого боксу інфекційного відділення Борзнянської ЦРЛ. Експрес-тест показав позитивний результат на інфікування коронавірусом. Інфікованим виявився 69-річний чоловік, котрий працює завгоспом сільської школи. Поліція виявила, що за останній тиждень, він контактував майже з сотнею людей. Найімовірніше, заразитися він міг від своїх київських родичів, які нещодавно повернулися з Італії.

28 березня МОЗ України офіційно підтвердило перший випадок коронавірусу на Чернігівщині, відобразивши цей випадок у загальній статистиці коронавірусної хвороби в Україні.
1 квітня було виявлено третій випадок зараження. Ним виявився громадянин України, що 30 березня повернувся з Польщі. Його лікують у Корюківській ЦРЛ. У Корюківці встановили особливий режим проведення протиепідемічних заходів. Поліції та лабораторному центру доручили контролювати дотримання 12-ма контактними особами режиму самоізоляції. У райцентрі провели дезінфекцію місць масового перебування громадян. Вже на вечір першого квітня кількість хворих зросла до 5 осіб — 4 в Комарівці Борзнянського району та 1 в Корюківці.
3 квітня кількість інфікованих зросла до 7: 6 — в Борзнянському районі і один — в Корюківському.
5 квітня помер пацієнт в Борзнянській лікарні. Він жив у селі Пам'ятне. В ніч із 3 на 4 квітня він втік з лікарні, через 3 години його знайшла поліція і разом з медиками повернула до лікарні. У чоловіка була пневмонія і йому надавали кисневу терапію та симптоматичне лікування. Його дружина була на заробітках за кордоном і, можливо, він заразився від неї.
8 квітня кількість зареєстрованих випадків зросла до 9: 6 — в Борзнянському районі, один — в Корюківському, і один — житель Носівки в Ніжинській лікарні. Один пацієнт помер. Причому хворому з Носівки експрес-тести тричі показували негативний результат. Крім цього виявлено 2 підозри в Борзнянському районі — у жительки міста Борзна і чоловіка з села Оленівка. Матеріали відправлені в лабораторію для ПЛР-тестування.
13 квітня одужав перший пацієнт, 21-річний парубок з Корюківського району. Він був на заробітках у Польщі.
19 квітня у Чернігівському районному суді Чернігівської області слухалася справа про обрання запобіжного заходу чоловіку, який знаходився тривалий час у розшуку. Його було затримано після повернення з Польщі. 20 квітня Національна поліція повідомила, що у нього COVID-19. У зв'язку з чим працівники суду і поліції, що контактували з ним, самоізолювалися, у приміщенні суду провели дезінфекцію.
22 квітня у Борзнянській лікарні інфікувалася медик, що контактувала з інфікованим в лікарні. Вона вдома, захворювання безсимптомне. Перший хворий у Чернігові. Ним виявилася жінка чоловіка, який був на заробітках у Росії. Вона лікувалася у 2-ій лікарні Чернігова. У той день в Україні вже було 6 592 випадки захворювання на COVID-19, з них 13 — у Чернігівській області.
24 квітня кількість випадків інфікування зросла до 22: 2 — Чернігів, 9 — Борзнянський район, 3 — Варвинський район, по 2 — Бобровицький, Корюківський і Носівський райони, по 1 — Ніжинський і Чернігівський. Станом на цей день на Чернігівщині зроблено більше 700 тестів на коронавірус. Серед обстежених — 169 хворих з діагнозом «пневмонія». У 22 осіб виявлено COVID-19, у тому числі у 5 з діагнозом «пневмонія».
25 квітня кількість випадків інфікування зросла до 35 (+13): 2 — Чернігів, 4 (1 помер) — Прилуки, 9 — Борзнянський район, 11 (+8) — Варвинський район, по 2 — Бобровицький, Корюківський і Носівський райони, по 1 — Ніжинський і Чернігівський. За попередню добу було зроблено 124 ПЛР-тестів. 2 пацієнти померли і 6 вилікувалися.
28 квітня кількість випадків інфікування у Чернігові зросла до 5. Два з них — це чоловіки, що захворіли в Росії. П'ята — це медсестра лікарні № 1, що брала кров на тестування у хворого. Обстежено експрес-тестами — 263 мешканці Чернігова, ПЛР-тестами — 257 осіб.
29 квітня кількість випадків інфікування у Чернігові зросла до 9. Три з них — з Росії. Кількість інфікованих медиків в області зросла до 7, повідомив Центр громадського здоров'я МОЗ України. Найбільше — 264 людини у Чернівецькій області, найменше у Донецькій, Сумській та Чернігівській: по 7 людей у кожній з областей. У співвідношенні до загальної кількості хворих в області лідирує Кіровоградська (36 %), Вінницька (33 %) та Волинська з Полтавською (по 28 %) області. У Чернігівській області 7 медиків, що складає 17 %, це один з найнижчих показників по Україні.
8 травня кількість зареєстрованих випадків зросла до 72: 2 — в Чернігові і один — жителька Журавки. Всього було 6 летальних випадків і 18 одужали, серед них — 3 медики Прилуцької лікарні. За добу обласним лабораторним центром проведено 142 ПЛР-тестування. Мер міста Атрошенко підписав наказ про пом'якшення карантину з 11 травня. Буде дозволено працювати перукарням, салонам краси. Літні майданчики кафе й ресторанів також можуть відкритися.
10 травня за добу в області не було зареєстровано нових випадків. Перше місце по області так само у Варвинського району — 21 випадок інфікування, далі Чернігів і Бобровицький район — по 15, Борзнянський — 9, Прилуки — 4, Носівський — 3 та Чернігівський, Менський та Ніжинський райони — по 1. Найвища смертність (5) також у Варвинському районі.
11 травня відкрили більшість магазинів, в тому числі розміщені в ТРЦ Hollywood.
25 травня було запущено роботу міського транспорту. Деякі дачні маршрути запустили ще 23 травня.
29 травня зареєстровано 159 випадків інфікування на коронавірус, 66 людей одужали, 6 летальних випадків. У Чернігові виявлено 55 хворих на COVID-19, з них 12 медпрацівників, одужало 16 пацієнтів.
5 червня кількість зареєстрованих випадків зросла до 250 (за даними ОДА 252), 103 — в Чернігові. Було зареєстровано два нових інфікованих, один з Чернігова, другий з Прилук. 83 пацієнти одужали, 19 госпіталізовано до лікарні. За добу обласним лабораторним центром проведено 348 ПЛР-досліджень.
13 червня кількість зареєстрованих випадків зросла до 385. З початку червня кількість випадків інфікування зросла у Чернігівській області у процентному відношенні найбільше серед всіх областей України.
15 вересня на кордоні з Білоруссю, навпроти пункту пропуску «Нові Яриловичі», почали збиратися хасиди, які намагалися потрапити до України всупереч забороні. МВС почало стягувати резерви на кордон, щоб не допустити в'їзду паломників на святкування Рош ха-Шана в Умані. Станом на 16 вересня, там зібралося близько 1000 хасидів.

### 2021
З 26 березня в Чернігові було посилено карантин.
З початку квітня область буловключено до «червоної» зони через високу швидкість розповсюдження вірусу.

## Статистика
| Район/місто               | Виявлено | Одужало | Померло | Хворіє |
| ------------------------- | -------- | ------- | ------- | ------ |
| м. Чернігів               | 415      | 295     | 11      | 109    |
| м. Прилуки                | 188      | 77      | 3       | 108    |
| Бахмацький район          | 13       | 1       | 0       | 0      |
| Бобровицький район        | 108      | 60      | 1       | 47     |
| Борзнянський район        | 33       | 15      | 2       | 16     |
| Варвинський район         | 47       | 37      | 6       | 4      |
| Городнянський район       | 6        | 3       | 0       | 3      |
| Ічнянський район          | 30       | 8       | 0       | 22     |
| Козелецький район         | 57       | 41      | 0       | 16     |
| Коропський район          | 8        | 0       | 0       | 8      |
| Корюківський район        | 18       | 10      | 0       | 8      |
| Куликівський район        | 41       | 32      | 0       | 9      |
| Менський район            | 13       | 7       | 0       | 6      |
| Ніжинський район          | 123      | 61      | 1       | 61     |
| Новгород-Сіверський район | 1        | 1       | 0       | 0      |
| Носівський район          | 35       | 14      | 1       | 20     |
| Прилуцький район          | 41       | 13      | 1       | 27     |
| Ріпкинський район         | 3        | 3       | 0       | 0      |
| Семенівський район        | 3        | 3       | 0       | 0      |
| Сновський район           | 9        | 5       | 0       | 4      |
| Сосницький район          | 1        | 1       | 0       | 0      |
| Срібнянський район        | 2        | 0       | 0       | 2      |
| Талалаївський район       | 80       | 67      | 0       | 13     |
| Чернігівський район       | 1        | 1       |         | 0      |
| Чернігівська область      | 1280     | 754     | 26      | 500    |

## Запобіжні заходи
З 12 березня на Чернігівщині запровадили карантин, котрий, як планувалося, буде тривати до 3 квітня. Були заборонені: масові заходи, концерти, спортивні змагання. На три тижні було зачинено усі навчальні заклади.
Із 17 березня у Чернігові розширили карантинні заходи. Було зачинено: торгівельні центри, заклади сфери послуг та заклади громадського харчування, дитячі спортивні майданчики, басейни, нічні клуби та дискотеки, також було заборонено роботу бібліотек та Центру надання адміністративних послуг.
З 28 березня громадський транспорт перейшов у режим спецперевезень, про що повідомляють червоні таблички. У Чернігові їздять лише тролейбуси, скористатися ними можна лише за спеціальною перепусткою. Тролейбуси стали їздити частіше, в середньому, кожні 10 хвилин (раніше були затримки по 20 хвилин). По місту можна пересуватися пішки, велосипедом, таксі або власним транспортом. В місті ввели піші патрулі, які патрулюють вулиці міста.
4 травня карантин продовжили до 22 травня (до цього карантин продовжували до 11 травня). Водночас, деякі пом'якшення почнуть діяти вже з 11 травня.

### Вакцинація
23 лютого Україною було отримано першу партію з 500 тис. доз вакцини AstraZeneca з Індії. 24 лютого препарат мали отримати Житомирська, Київська, Чернігівська, Черкаська, Полтавська, Вінницька області та Київ, решта регіонів — 25 лютого. Препарат було виготовлено в місті Пуне, через Мумбай та Стамбул доставлено до України.
З 24 лютого в Україні почав діяти адаптивний карантин із зонуванням, більшу частину країни було віднесено до «жовтої» зони. Винятками були Івано-Франківська та Чернівецька області, де обмеження було посилено через спалах захворюваності.
25 лютого в Україні розпочалася масова вакцинація. На Чернігівщині і Черкащині вакцинування розпочалося ще 24 лютого, коли було вакциновано 80 медиків. Частина медиків відмовилася робити щеплення через вік або стан здоров'я. На Київщині 24 лютого теж встигли зробити перші щеплення 23 медикам.

## Галерея

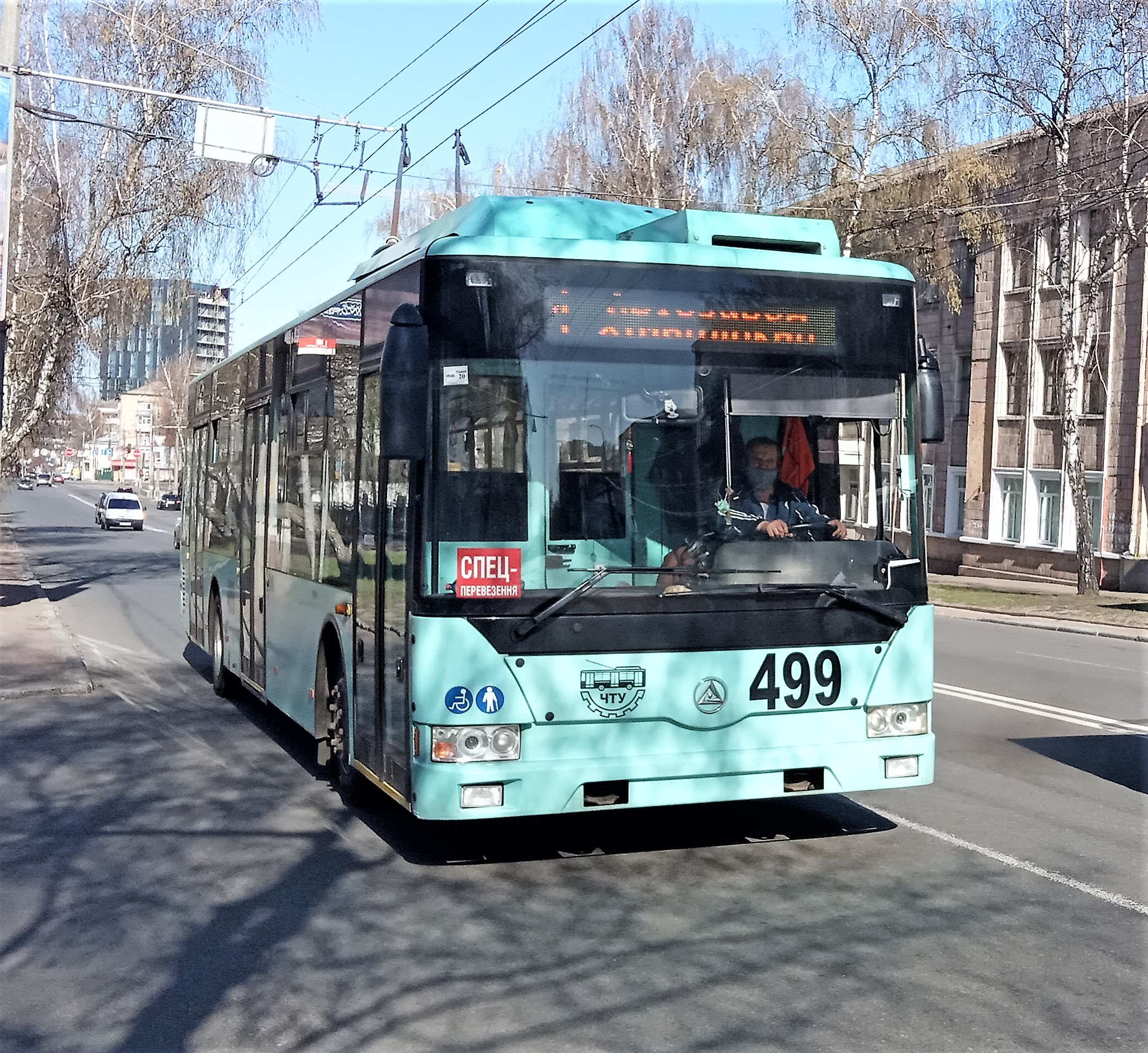
Спецрейс Тролейбус №4 у Чернігові, карантин 2020 року під час пандемії коронавірусу
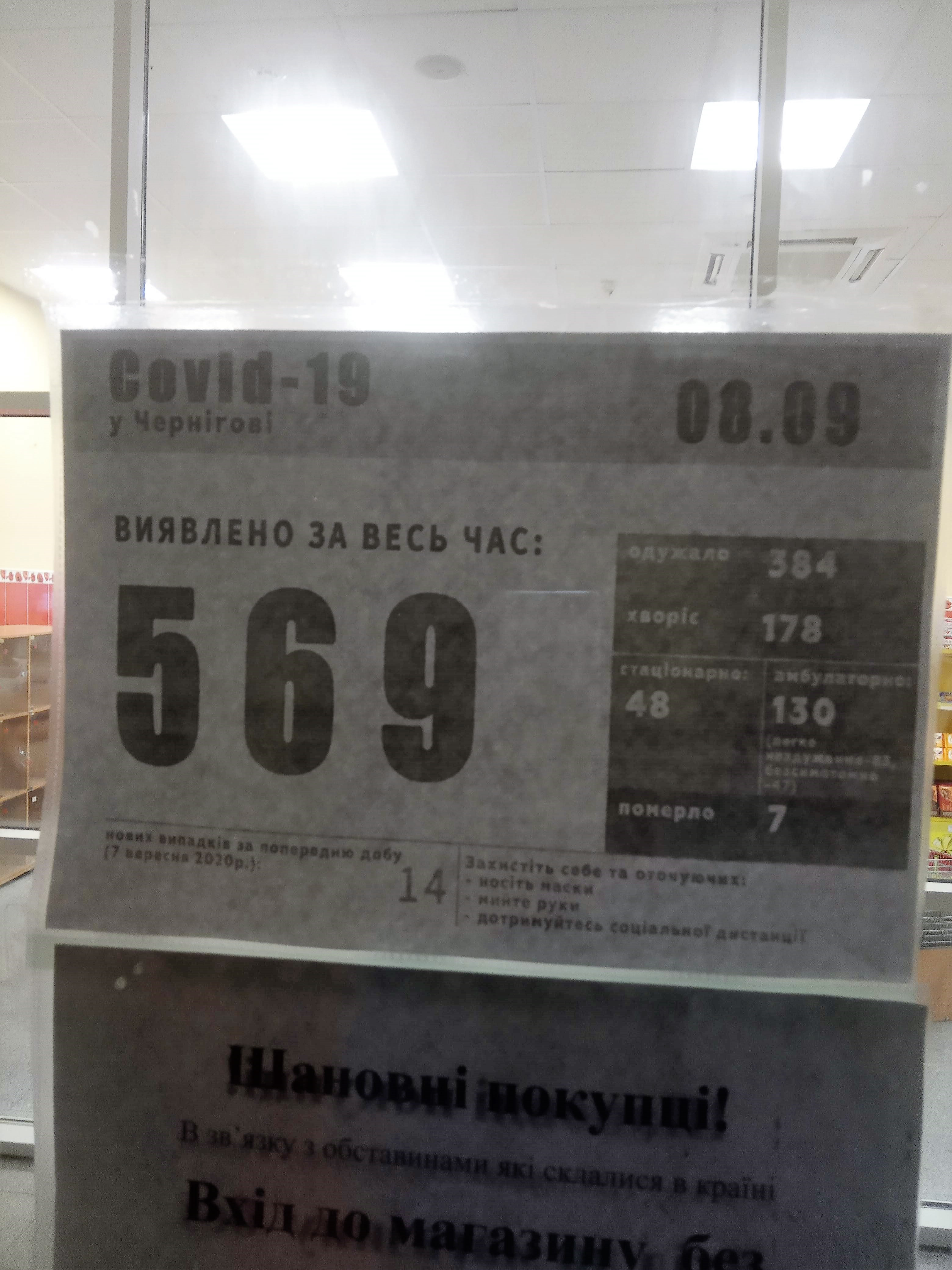
Оголошення у магазині Седам в Чернігові про кількість хворих на Ковід-19 на 8 вересня 2020.